# Aeropuerto de Estocolmo-Västerås
El aeropuerto de Estocolmo-Västerås (en sueco: Stockholm-Västerås flygplats) (IATA: VST, OACI: ESOW) está situado a 6 km al este de Västerås, (centro de Suecia). 
Västerås representa la quinta ciudad más poblada de Suecia. Su área de influencia acoge también a importantes ciudades como Upsala situada a 74 km al noreste, y Estocolmo situada a 103 km al sureste del aeropuerto.

## Historia
Los orígenes de la instalación aeroportuaria se remontan a 1920. El aeropuerto de Västerås se construyó con fines militares y en él se estableció el ala aérea F1. 
Durante más de 50 años se llevaron a cabo actividades militares -el ala aérea F1 dejó el aeropuerto en 1983-. En 1970 se iniciaron las primeras operaciones de aviación civil, tanto aviación general como aviación comercial. En 1976, Scandinavian Airlines System (SAS), estableció un vuelo regular diario con Copenhague.
En la actualidad constituye un importante centro de escuelas de vuelo, así como un referente para vuelos chárter y compañías aéreas de bajo coste. Dentro de su entorno inmediato habitan alrededor de 450.000 personas -45 minutos de viaje-, alcanzando los 2,5 millones de habitantes si ampliamos su entorno 10 minutos más de viaje -donde Estocolmo quedaría incluida-. Su enclave supone una importante ventaja para atraer nuevos pasajeros en un futuro próximo.

## Transporte

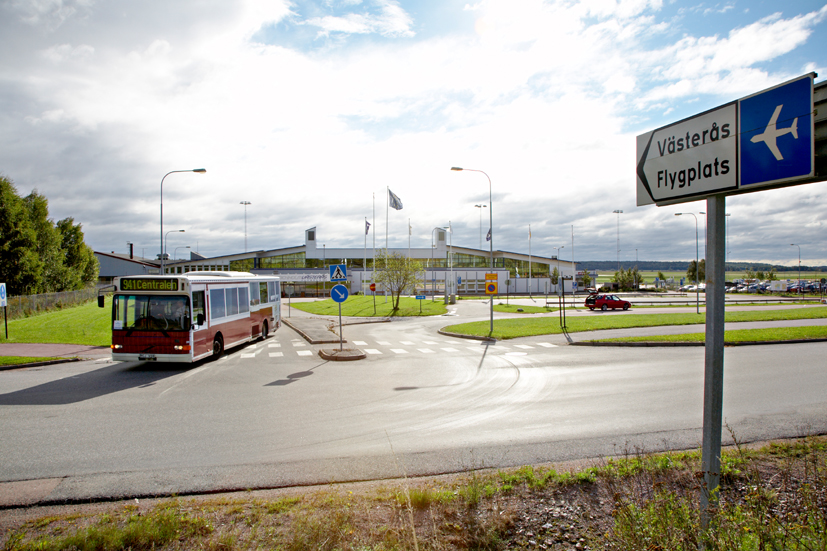
Aeropuerto de Estocolmo-Västerås.

Actualmente solo se puede acceder al aeropuerto de Estocolmo-Västerås por carretera. Se ubica en las proximidades de la autopista E-18, lo que le permite un fácil acceso a las principales ciudades localizadas tanto al este (Enköping y Estocolmo) como al oeste (Västerås y Örebro) de su área de influencia. 
El aeropuerto cuenta con un servicio directo de autobuses a Estocolmo. Como alternativa, se puede acceder mediante el tren desde la estación central de Västerås. Los trenes tienen salidas cada hora aproximadamente. Para acceder a Västerås, existe un servicio taxi con una reserva previa de 30 minutos. 
El bus número 3 de Västmanland Public Transport (VL) , con salida desde Västerås City/Central Station y con destino Stockholm-Västerås Airport tiene salidas cada 10 minutos entre las 05.55 a. m. y las 06.09 p. m. durante la semana, y cada 15 min durante los fines de semana y los días festivos. 
El aeropuerto cuenta con una variedad de compañías de alquiler de vehículos (Avis, Europcar, Hertz o Sixt) como alternativa al transporte público.
Además existe la posibilidad de realizar traslados privados o en grupo de 6 o más personas, con la compañía Shuttle Direct, reservando previamente.

## Aerolíneas y destinos

### Destinos internacionales

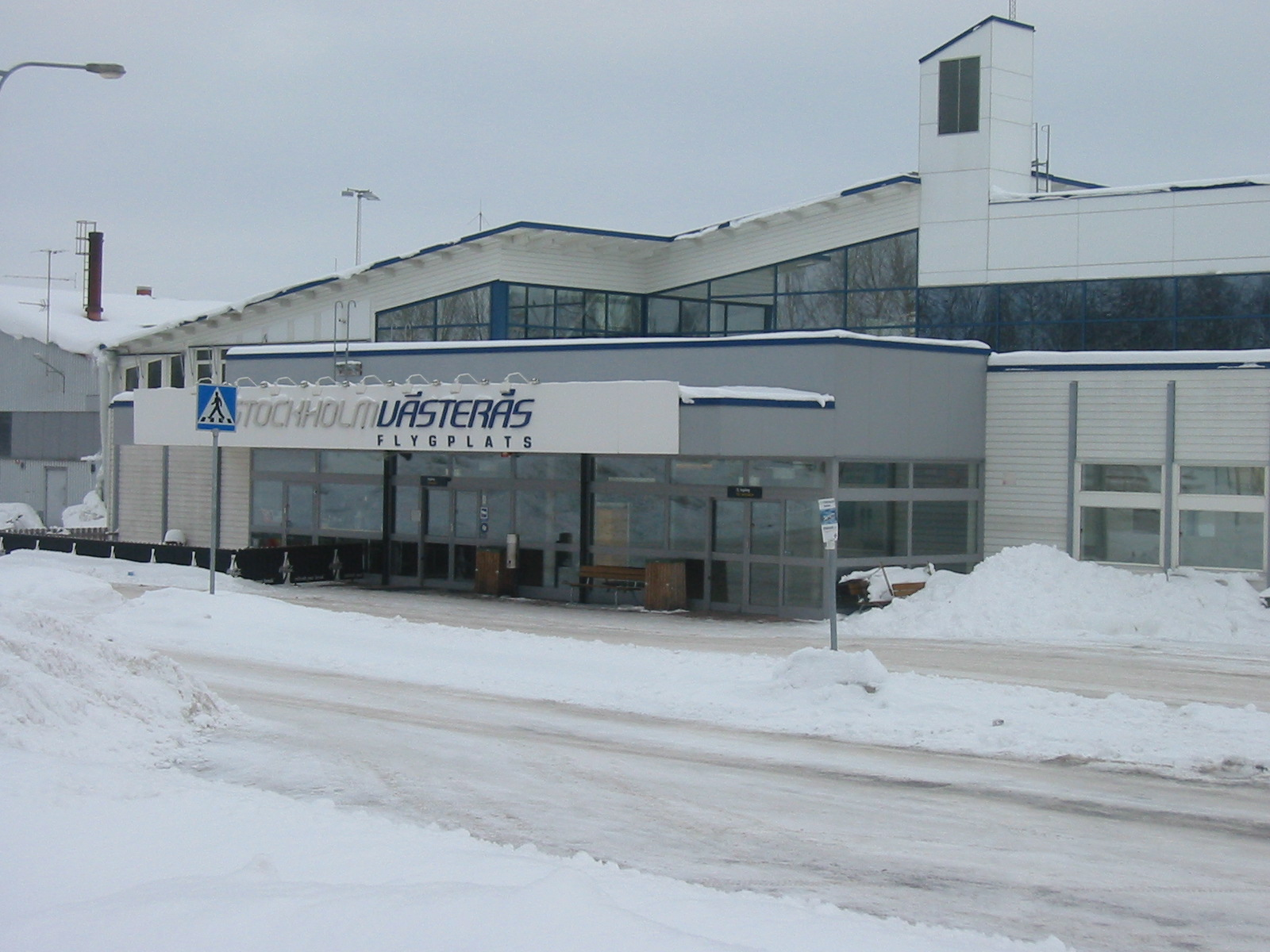
Aeropuerto de Estocolmo-Västerås bajo la nieve.

| Ciudades por países | Nombre del aeropuerto                         | Aerolíneas           |
| Europa              | Europa                                        | Europa               |
| ------------------- | --------------------------------------------- | -------------------- |
| España              |                                               |                      |
| Alicante            | Aeropuerto de Alicante-Elche Miguel Hernández | Ryanair (Estacional) |
| Málaga              | Aeropuerto de Málaga-Costa del Sol            | Ryanair (Estacional) |
| Reino Unido         |                                               |                      |
| Londres             | Aeropuerto de Londres-Stansted                | Ryanair              |

| - Autobús | Sí | Flygbussarna     | -------- | Estocolmo | www.flygbussarna.se |
|           |    | Flybycoach       | -------- | Estocolmo | www.flybycoach.com  |
| - Tren    | No | --------         | -------- | --------  | www.sj.se           |
| - Tranvía | No | --------         | -------- | --------  | --------            |
| - Taxi    | Sí | Taxi Västerås AB | -------- | XXXXXX    | www.taxivasteras.se |

Bus  http://www.vl.se/resa/english/

## Estadísticas

### Evolución del tráfico por año

#### Pasajeros
En la siguiente tabla se detalla el número total de pasajeros entre los años 1996 y 2009:
| Tráfico total de pasajeros por año | Tráfico total de pasajeros por año | Tráfico total de pasajeros por año | Tráfico total de pasajeros por año | Tráfico total de pasajeros por año | Tráfico total de pasajeros por año | Tráfico total de pasajeros por año | Tráfico total de pasajeros por año | Tráfico total de pasajeros por año | Tráfico total de pasajeros por año |
|                                    |                                    |                                    |                                    |                                    | 1996                               | 1997                               | 1998                               | 1999                               | 2000                               |
| ---------------------------------- | ---------------------------------- | ---------------------------------- | ---------------------------------- | ---------------------------------- | ---------------------------------- | ---------------------------------- | ---------------------------------- | ---------------------------------- | ---------------------------------- |
|                                    |                                    |                                    |                                    |                                    | 80.863                             | 86.640                             | 96.075                             | 107.565                            | 113.626                            |
| 2001                               | 2002                               | 2003                               | 2004                               | 2005                               | 2006                               | 2007                               | 2008                               | 2009                               | 2010                               |
| 185.302                            | 190.038                            | 197.584                            | 242.376                            | 221.422                            | 182.700                            | 178.741                            | 186.612                            | 174.496                            |                                    |

## Códigos internacionales
- Código IATA: VST
- Código OACI: ESOW